# José Monir Nasser
 (juillet 2022).
La mise en forme du texte ne suit pas les recommandations de Wikipédia : il faut le « wikifier ».
Les points d'amélioration suivants sont les cas les plus fréquents :
- Les titres sont pré-formatés par le logiciel. Ils ne sont ni en capitales, ni en gras.
- Le texte ne doit pas être écrit en capitales (les noms de famille non plus), ni en gras, ni en italique, ni en « petit »…
- Le gras n'est utilisé que pour surligner le titre de l'article dans l'introduction, une seule fois.
- L'italique est rarement utilisé : mots en langue étrangère, titres d'œuvres, noms de bateaux, etc.
- Les citations ne sont pas en italique mais en corps de texte normal. Elles sont entourées par des guillemets français : « et ».
- Les listes à puces sont à éviter, des paragraphes rédigés étant largement préférés. Les tableaux sont à réserver à la présentation de données structurées (résultats, etc.).
- Les appels de note de bas de page (petits chiffres en exposant, introduits par l'outil «  Source ») sont à placer entre la fin de phrase et le point final[comme ça].
- Les liens internes (vers d'autres articles de Wikipédia) sont à choisir avec parcimonie. Créez des liens vers des articles approfondissant le sujet. Les termes génériques sans rapport avec le sujet sont à éviter, ainsi que les répétitions de liens vers un même terme.
- Les liens externes sont à placer uniquement dans une section « Liens externes », à la fin de l'article. Ces liens sont à choisir avec parcimonie suivant les règles définies. Si un lien sert de source à l'article, son insertion dans le texte est à faire par les notes de bas de page.
- La présentation des références doit suivre les conventions bibliographiques. Il est recommandé d'utiliser les modèles {{Ouvrage}}, {{Chapitre}}, {{Article}}, {{Lien web}} et/ou {{Bibliographie}}. Le mode d'édition visuel peut mettre en forme automatiquement les références.
- Insérer une infobox (cadre d'informations à droite) n'est pas obligatoire pour parachever la mise en page.

Pour une aide détaillée, merci de consulter Aide:Wikification.
Si vous pensez que ces points ont été résolus, vous pouvez retirer ce bandeau et améliorer la mise en forme d'un autre article.
José Monir Nasser (Curitiba, État du Paraná, 28 mars 1957 - 16 mars 2013) était un écrivain et économiste conservateur brésilien.
Nasser a également été peintre, critique littéraire et chercheur en religions comparées.

## Biographie
José Monir Nasser est diplômé en lettres et en économie, et a eu une vaste carrière en tant qu'économiste, consultant, conférencier, écrivain, éditeur, peintre, critique littéraire, chercheur en religions comparées, entre autres fonctions.

## Carrière

### Peinture
Nasser se consacre à la peinture.

### Consultation
Monir est le fondateur de la société de conseil Avia Internacional et de Triad Publishing.

### Écrivain

#### Commentaires sur Le Trivium
Monir Nasser a préfacé Le Trivium de la maison d'édition É Realizações, participant à des conférences sur le livre. Sans mentionner ses sources ou situer ses thèses dans les écrits du pédagogue, selon l'auteur, la méthode de Comenius aurait nui à l'éducation en mettant l'accent sur l'enseignement universel de pratiquement toutes les sciences humaines depuis la petite enfance, avec un sens utilitaire, ce qui aurait nui à la formation d'individus ayant un sens critique plus précis.

### Enseignant
En tant qu'enseignant, il a influencé de nombreuses personnes, y compris des entrepreneurs, des étudiants, des enseignants, des économistes, des professionnels libéraux, des présidents d'entités, des journalistes. Il a montré un grand intérêt et une grande habileté dans les grands classiques: Aristote, Platon, Saint Augustin, Boèce, Dante, Shakespeare, Dostoïevski, Kafka et Chesterton.
Il a été le directeur du programme Expéditions dans le monde de la culture. Il s'est tenu à São Paulo, Curitiba, Londrina et Paranavaí. Nasser avait plusieurs étudiants bénévoles.

#### Français - professeur de langue
Monir a présidé, de 2008 à 2011, le siège curitibana de l'Alliance française.

#### Critique de l'éducation brésilienne
Monir était un critique strict du système éducatif brésilien et un propagateur de la nécessité d'un retour à ce qu'il appelait le "véritable enseignement" à travers la littérature et la philosophie. Dans l'une de ses conférences, il a résumé:
"Ce que nous appelons 'éducation' est en fait de l'enseignement. Et cet enseignement n'est qu'une distribution de promotions sociales sous forme de diplômes, dont personne ne pense qu'il apprendra quoi que ce soit."

### Mort
Nasser est décédé le 16 mars 2013 à Curitiba. Il a subi un accident vasculaire cérébral alors qu'il se préparait à enseigner. Le corps a été enterré dans le cimetière de Green Water.

## Héritage
Monir figurait, avec des figures telles que Olavo de Carvalho, dans l'ensemble des personnalités responsables de la renaissance des études de savoir traditionnel au Brésil, travaillant en particulier dans l'enseignement de la grande littérature occidentale et de la culture générale.

## Œuvres

### Livres
- L'économie de le plus, 2003[3].

### Les articles
- Le Brésil qui a fonctionné: la saga brésilienne du soja, 2005[4],[5].

### Préfaces
- Le Trivium: les arts libéraux de la logique, de la grammaire et de la rhétorique, Miriam Joseph, 2015[6].

- Comment lire des livres, Mortimer Adler, 2010[6].

### Livres (PDF) relevés de notes (CCBY-SA)
- La mort d'Ivan Ilitch - Le Seigneur des Anneaux [7]

- Le Marchand de Venise - Moby Dick[8]

- Le Revizor - Le meilleur des mondes[9]

- Genèse - Livre de Job[10]

- Les Lusiades - Phédon[11]
- Othello ou le Maure de Venise - L'Idiot[12]
- Der Fall Maurizius - Our Lord's Sermon on the Mount[13]
- Le Tartuffe ou l'Imposteur - Le Canard sauvage[14]
- Mémoires posthumes de Brás Cubas - Les Fiancés[15]
- Le Procès - Consolation de Philosophie[16]